# تيري بيدر راسموسن
تيري بيدر راسموسن (23 ديسمبر 1943 - 28 ديسمبر 2010) قاتل متسلسل أمريكي. قتل راسموسن ستة أشخاص على الأقل في سلسلة من الجرائم امتدت لعقود وامتدت عبر الولايات المتحدة القارية. بسبب استخدامه للعديد من الأسماء المستعارة، وأبرزها «بوب إيفانز»، يُعرف راسموسن باسم «الحرباء القاتل».
راسموسن هو الجاني المشتبه به في جرائم قتل بير بروك. تم اكتشاف جثث صديقته مارليس إليزابيث هانيشيرش من كاليفورنيا وابنتيها وابنته في برميلين في ألينستاون نيو هامبشاير في عامي 1985 و2000. وقد استقر في مانشستر القريبة من نيو هامبشاير تحت الاسم المستعار «بوب إيفانز» في أواخر السبعينيات. مثل إيفانز قام بتأريخ دينيس بودين الذي اختفى في عام 1981. اختطف راسموسن ابنة بودين وأخذت إلى كاليفورنيا حيث قام بتربيتها تحت اسم مستعار «جوردون جنسن». تخلى عنها في عام 1986 وسجن بعد ذلك بتهمة التخلي عن الأطفال. بعد إطلاق سراحه أطلق عليه اسم «لاري فانير» وبدأ العيش مع الكيميائي إيونسون جون في عام 2001. وتوفي في السجن في عام 2010 بعد إدانته بقتلها عام 2002.